# Omnibus Melchinger

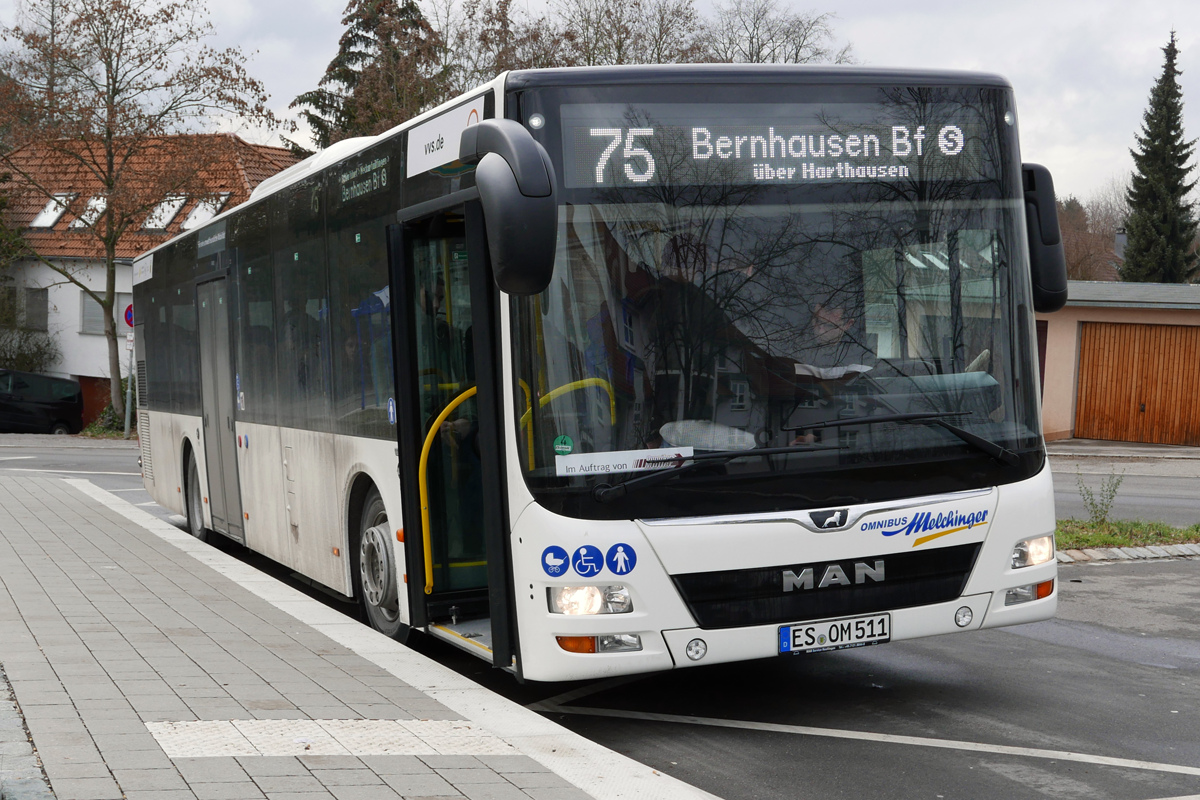
MAN Lion’s City von Melchinger auf der Linie 75 (heute 805)

Omnibusverkehr Melchinger GmbH mit Sitz in Aichtal im Landkreis Esslingen war als privates Omnibusunternehmen im Linienverkehr tätig.

## Geschichte
Eugen Melchinger richtete nach Kriegsende 1945 eine Omnibuslinie von Nürtingen nach Degerloch ein. Im Jahr 1947 folgte eine Linie von Grötzingen nach Stuttgart (Altes Schloss), die 1948 bis Neuenhaus verlängert wurde.
Ab 1952 führte die Fa. Melchinger auch Reisen ins europäische Ausland durch.
Im Jahr 1976 übernahm Gisela Melchinger den Betrieb von ihrem Vater.
Im Zuge der Vollintegration des Landkreises Esslingen in den VVS zum 1. Oktober 1993 musste die Linie 809 von Neuenhaus über Bernhausen nach Stuttgart (Zentraler Omnibusbahnhof) bis Degerloch verkürzt werden. Als Ausgleichsleistung vergaben die SSB Auftragsfahrten auf der Linie 36 an Melchinger.
Mit dem Fahrplanwechsel im Dezember 2013 wurde die Linie 809 von Neuenhaus bis Bernhausen verkürzt. Den Streckenabschnitt zwischen Bernhausen, Fasanenhof Ost und Degerloch bediente Melchinger unter der neuen Liniennummer 806.
Zum 1. Januar 2015 gründeten Gisela Melchinger, Inhaberin von Eugen Melchinger Omnibus-Verkehr, und Andreas Melchinger, der das von seinem Vater Dieter Melchinger übernommene Unternehmen Aichtal-Reisen führte, die neue Gesellschaft Omnibusverkehr Melchinger GmbH. Ende 2016 zog sich Gisela Melchinger mit 72 Jahren aus der Geschäftsführung zurück. Das Unternehmen wurde nun von Andreas Melchinger und seiner Frau Babette Melchinger geführt.
Als Folge der EU-Verordnung 1370/2007 schrieb der Landkreis Esslingen die Buslinien im Kreisgebiet ab 2015 in mehreren Bündeln aus. Die ehemaligen 30er-Buslinien der SSB im Raum Filderstadt und Leinfelden-Echterdingen wurden zum 1. Dezember 2018 an die DB-Tochter FMO vergeben. Diese hatte als Subunternehmen die Fa. Melchinger mit 35 Prozent der Fahrleistungen (rund 600.000 Kilometer pro Jahr) beauftragt.
Zum 1. Dezember 2019 erhielt Omnibus Melchinger den Zuschlag für das Linienbündel 11 bestehend aus den Linien 167, 805, 808, 808a, 809, 809a und N89. Bereits ab 1. Januar 2019 verkehrte Melchinger übergangsweise auf der Buslinie 75 (heute 805), da diese wie auch die 30er-Linien vollständig außerhalb des Stuttgarter Stadtgebiets verlief und daher von den SSB abgegeben und vom Landkreis Esslingen ausgeschrieben wurde.
Nach Übernahme der Linien kam von Beginn an zu zahlreichen Beschwerden. Ausfälle und Verspätungen, veraltete und unsichere Busse sowie unfreundliche Fahrer mit mangelnden Orts- und Sprachkenntnissen waren ein andauerndes Thema in der regionalen Presse und auch der Fernsehsender RTL berichtete im Dezember 2019 über die Zustände bei der Fa. Melchinger.
Im Jahr 2020 verlegte Omnibus Melchinger sein Büro und den größten Teil des Fuhrparks von Aichtal nach Steinenbronn. Dort wurde ein Abstellplatz im Gewerbegebiet unterhalten.
Ab September 2021 verkehrte Melchinger nicht mehr als Subunternehmer für die FMO. Anfang November 2021 verkündete das Landratsamt Esslingen, dass Melchinger aufgrund „betrieblicher Störungen“ nur noch einen Notfall-Fahrplan anbieten kann. Nach weiteren Ausfällen beauftragte der Landkreis zur Aufrechterhaltung des eingeschränkten Fahrplanangebotes zusätzlich zwei andere Busunternehmen mit Fahrten. Am 15. November 2021 wurde ein Insolvenzverfahren über das Vermögen der Omnibusverkehr Melchinger GmbH eröffnet und am 17. November 2021 der Betrieb eingestellt.

## Linien
| Linie | Verlauf |
| ----- | --- |
| 167   | Nürtingen – Oberensingen – Grötzingen – Aich                                                                                                 |
| 805   | Bernhausen – Aich – Schlaitdorf – Altenriet – Walddorfhäslach                                                                                |
| 808   | Bernhausen – Aich – Neckartailfingen – Altdorf – Neckartenzlingen                                                                            |
| 808a  | Aichtal – Neckartenzlingen (Schülerverkehr)                                                                                                  |
| 809   | Bernhausen – Harthausen – Grötzingen – Aich – Neuenhaus                                                                                      |
| 809a  | Aichtal – Filderstadt (Schülerverkehr) |
| N89   | Bernhausen → Sielmingen → Plattenhardt → Bonlanden → Harthausen → Grötzingen → Aich (→ Neuenhaus → Neckartailfingen) → Bernhausen (Nachtbus) |